# Tepeyac, Tancanhuitz
Tepeyac är en ort i Mexiko.   Den ligger i kommunen Tancanhuitz och delstaten San Luis Potosí, i den centrala delen av landet, 240 km norr om huvudstaden Mexico City. Tepeyac ligger 515 meter över havet och antalet invånare är 172.
Terrängen runt Tepeyac är huvudsakligen lite kuperad. Tepeyac ligger uppe på en höjd. Runt Tepeyac är det ganska tätbefolkat, med 124 invånare per kvadratkilometer. Närmaste större samhälle är Villa Terrazas, 14,9 km söder om Tepeyac. I omgivningarna runt Tepeyac växer huvudsakligen savannskog.